# カカラクの戦い
カカラクの戦い（カカラクのたたかい）とは、アフガニスタン南部のウルーズガーン州のカカラク村の近くで行われた2度の戦いである。

## 概要
この戦いは第1指導・再建任務部隊（MRTF-1）のオーストラリア軍とターリバーンの間で行われた。戦いが起きた辺りはこの地域におけるターリバーンの最後の前哨線と看做されていた。3月16日朝、アフガニスタン陸軍（ANA）を指揮する作戦指導・連絡チーム（OMLT）の6人のオーストラリア兵が村の近くで数的に勝るターリバーンと接敵した。近接航空支援が来る前に1人のオーストラリア兵が殺害されたが、その後オランダ軍のAH-64 アパッチとアメリカ軍の航空機が到着しターリバーンは大損害を受け、オーストラリア兵は撤退する事が出来た。
約1ヶ月後の4月12日、オーストラリア軍の小隊はアフガニスタン陸軍と合同でシャク・ハウェル作戦を遂行していたが、カカラクの近くでターリバーンの大部隊に攻撃された。数的に劣勢なオーストラリア軍は近くの囲いのある建物に撤退して、援護射撃を行う騎兵が来て主導権を取り戻すまで、小火器やグレネードランチャー（擲弾筒）で応戦を強いられた。オーストラリア軍の特殊部隊は小隊への攻撃を遮断する位置に移動して、近接航空支援を呼んで、ターリバーンを背後から攻撃した。ターリバーンは大きな損害を受けて、2時間後に撤退させられた。爆撃は夜も続き、ターリバーンが使用していた囲いのある建物の1つが破壊された。二回目の戦いはベトナム戦争以来の激戦の1つであり戦闘が長時間続いたにもかかわらず、オーストラリア軍に損害はなく、この地域におけるターリバーンの活動を大いに阻害する事が出来た。

## 背景
ウルーズガーン州のドラフシャーン川の西に位置するカカラク地区は、州都ターリンコートの北12キロメートル（7.5マイル）にある。2009年初頭、この地区はターリバーンの最後の前哨線の1つだった。オーストラリアの第一指導連絡作戦チーム（MRTF-1）は、オランダ主導のウルーズガーン特務部隊（en）の1つである。この部隊は王立オーストラリア歩兵連隊第7大隊から編成された統合軍戦闘団であり、シェーン・ガブリエル中佐（Shane Gabriel）の指揮の下で、この地に駐屯するアフガニスタン陸軍（ANA）の第205軍団第4大隊を指導していた。パトロール基地「ブーマン」（Buman）は、ドラフシャーン川を望むカカラクの西3.5キロメートル（2.2マイル）のチョーラ谷にある。第一指導連絡作戦チーム（MRTF-1）の「タスク」戦闘団（Tusk）はこの地区のオーストラリア軍の主力部隊であり、アフガニスタン陸軍第4旅団第2大隊所属の部隊と共に活動していた。この地区では2009年1月4日にオーストラリア軍が指導するアフガニスタン陸軍とターリバーンの戦闘が目撃されていたが、続く数ヵ月で村の周辺はより重要な2つの戦いの舞台となった。

## 戦闘

### 3月16日
作戦指導・連絡チーム（OMLT）の6人のオーストラリア兵とアフガニスタン陸軍のパトロール部隊は午前9時30分にカカラク村の近くで20人のターリバーンと接敵した。数的に劣勢なオーストラリア軍のパトロール部隊はジェイコブ・クラインマン中尉（Jacob Kleinman）の指揮で応戦したが、しばらくして下士官の1人が銃撃によって頭部に重症を負った。オーストラリア軍は囲いのある建物に立てこもって安全を確保し、包囲しようとするターリバーンを抑えた。その間にパトロール部隊の衛生兵が銃火の下を50メートル（55ヤード）移動して初期治療を行い、負傷兵を比較的安全な場所に逃がした。10時20分、2機のオランダ軍のAH-64 アパッチが支援射撃位置に到着したので、オーストラリア兵とアフガニスタン兵の脱出が可能となり、負傷兵の緊急輸送のために到着したUH-60 ブラックホークも射撃を行った。負傷したオーストラリア兵は救急医療処置を受けたが助からなかった。
その間に近くに居た第一指導連絡作戦チーム（MRTF-1）の別のオーストラリア軍のパトロール部隊が作戦指導・連絡チーム（OMLT）を保護したが、その部隊も40人以上の別のターリバーンから小火器とRPGで攻撃された。オランダ軍のヘリコプターとアメリカ軍の航空機は引き続きオーストラリア兵に対して近接航空支援を行い、激戦の末にターリバーンは大きな損害を受けて撤退した。12時01分、2つのオーストラリア軍の部隊は共に「ブーマン」パトロール基地に帰還した。一方、オーストラリア軍の特殊空挺部隊連隊（SAS）第2大隊所属の特殊作戦任務群（SOTG）の兵士達がターリバーンを追撃し、10人のターリバーンの集団に追いついて、そのうちの何人かを殺害した。その後クラインマン中尉は殊勲章を受勲し、ジャンカルロス・タラボレッリ兵長（Giancarlos Taraborrelli）と兵卒のデイビッド・コックス（David Cox）が武勇殊勲章を受勲した。

### 4月12日
この地域で行われたオーストラリア軍の先の作戦の後、ターリバーンの指導者とかなりの数の兵士達がドラフシャーン川の岸に沿って南に移動したと思われていた。ガブリエル中佐は第一指導連絡作戦チーム（MRTF-1）の「タスク」戦闘団に川の西側で作戦を行う前にドラフシャーン川の東側を掃討するように命じた。この地域では特殊作戦任務群（SOTG）のオーストラリア軍の特殊部隊も活動しており、ドラフシャーンの東の地域で破壊活動を指揮していた。４月3日から15日にかけて、オーストラリア軍はターリバーンの根拠地を探して、パトロール基地「ブーマン」の周辺にある肥沃な緑地帯でシャク・ハウェル作戦（「謎の地域」作戦）を行った。この作戦には戦闘集団の半数近い200人以上のオーストラリア兵が参加しており、歩兵・車両・工兵の合同部隊やアフガニスタン陸軍第4連隊第2大隊などが居た。攻勢作戦の間にオーストラリア軍とアフガニスタン軍は作戦展開地域におけるターリバーンの移動の自由を制限するために非常線を張り、集中的なパトロールや捜索作戦を行って、数多くの銃撃戦を戦った。最大の戦闘では、数十人のターリバーンが緑地帯で作戦中のオーストラリア軍を待ち伏せしようとして逆に殺害された。
4月12日朝、アシュレイ・ジャッド中尉（Ashley Judd）が指揮する「タスク」戦闘団所属の2個小隊40人は、オーストラリア軍の作戦指導・連絡チーム（OMLT）を支援していた。6時20分頃、小隊は囲いのある建物の近くで即席爆発装置（IED）を設置していたターリバーンに対して奇襲を成功させた 。しかしその後で多数のターリバーンから小火器やRPGで攻撃されて、囲いのある建物に撤退させられた。数で圧倒されたオーストラリア軍は積極的に反応し、小火器や40ミリ・グレネードランチャーで反撃した。車両部隊のASLAV装甲偵察車は川向こうの援護射撃位置にいたが、迷わずにターリバーンに25ミリ機関砲を発射した。その後オーストラリアの特殊部隊も阻止部隊として駆けつけ、ターリバーンを後方から攻撃した。
主導権を取り戻したので、第1小隊はターリバーン軍を分断しようとしたが、北に押し出されて攻撃は不発に終わった。一方、第2小隊はターリバーンに死角からRPGなどで攻撃されて苦戦していた。オーストラリア兵は84ミリカールグスタフ無反動砲の曳火攻撃で反撃したが限定的な効果しかなかったので、オランダ軍のアパッチヘリコプターやアメリカ軍の航空機が召集された。2時間の激戦の後で、オーストラリア兵はターリバーンに大きな損害を与えて退却に追い込んだ。しかしターリバーンは建物に迫撃砲を打ち込む準備をして居ると思われたので、ターリバーンの居る建物に対する空爆を要請する前に、オーストラリア兵は援護射撃位置まで退却した。オーストラリア軍の特殊部隊は交戦地域に戻って掃討作戦を指揮し、建物を捜索する前にASLAV装甲偵察車の支援で残敵を掃討した。その後地下トンネルで107ミリロケット砲や小火器の大規模な隠し場所が見つかった。23時に2回目の空爆が行われ、建物は破壊された。
翌日地元の民間人がイスラム教の慣習に従って埋葬するためにターリバーンの死体を集めている姿が目撃された。死亡が確認されたターリバーンは4人だが、全体では少なくとも20人が戦死し20人が負傷し、その中には中心的な指揮官が数人含まれて居ると思われている。オーストラリア兵に損害は無く、激しい戦闘にもかかわらず民間人の負傷者も無かったようである。この戦いはベトナム戦争以来の激戦の1つであり戦闘が長時間続き、60人～100人のターリバーンが戦闘に参加したと思われている。

## その後
作戦はオーストラリア軍の決定的な勝利で終わり、掃討作戦によって3週間後にはドラフシャーン川の西に平和が訪れた。この地域でのターリバーンの活動は大きく阻害され、ターリンコートにある前線基地「リプリー」（Ripley）へのロケット攻撃もその後8ヶ月間停止した。戦場の近くにはその後パトロール基地が設けられ、この地域におけるアフガニスタン国軍の影響力が増した。ターリバーンの上級指揮官ムッラー・ヌールラ（Mullah Noorullah）は4月12日の戦闘に参加したと思われるが、部下と共にトンネルを伝って脱出した所を追尾され、5月初旬の統合作戦でオーストラリア軍の特殊部隊に殺害された。